# 埃沃勒穆捷
埃沃勒穆捷（法語：Esves-le-Moutier，法語發音：[ɛv lə mutje]）是法国安德尔-卢瓦尔省的一个市镇，位于该省东南部，属于洛什区。

## 地理
埃沃勒穆捷（47°2'27"N, 0°54'27"E）面积10.53 平方千米，位于法国中央-卢瓦尔河谷大区安德尔-卢瓦尔省，该省份为法国中西部省份，北起萨尔特省、东北接卢瓦-谢尔省，东南接安德尔省，南至维埃纳省，西临曼恩-卢瓦尔省。
与埃沃勒穆捷接壤的市镇（或旧市镇、城区）包括：贝堡、锡朗、费里耶尔拉尔松、圣瑟诺克、瓦雷讷。

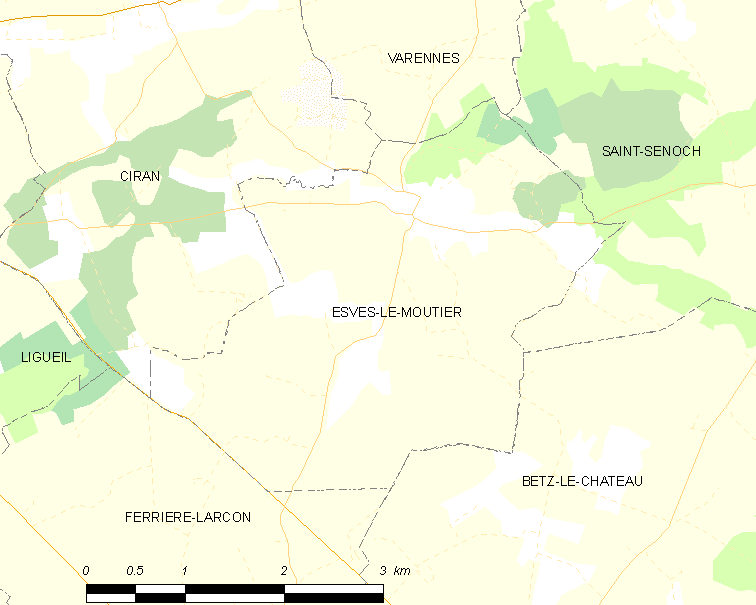
埃沃勒穆捷的OSM定位图

埃沃勒穆捷的时区为UTC+01:00、UTC+02:00（夏令时）。

## 行政
埃沃勒穆捷的邮政编码为37240，INSEE市镇编码为37103。

## 政治
埃沃勒穆捷所属的省级选区为笛卡尔县。

## 人口

1962-2008年间埃沃勒穆捷人口变化图示

埃沃勒穆捷于2022年1月1日时的人口数量为154人。